# 奥蓼科温泉郷
奥蓼科温泉郷（おくたてしなおんせんきょう）は、長野県茅野市の八ヶ岳西麓 蓼科高原に存在する温泉郷である。

## 郷内の温泉
- 横谷温泉
- 渋御殿湯温泉
- 明治温泉
- 渋温泉
- 乙女滝温泉

## 周辺の観光地
- 横谷渓谷（横谷峡） - 渋川のつくる渓谷で、乙女滝や霧降の滝、王滝、おしどり隠しの滝といった多くの滝がある[1]。

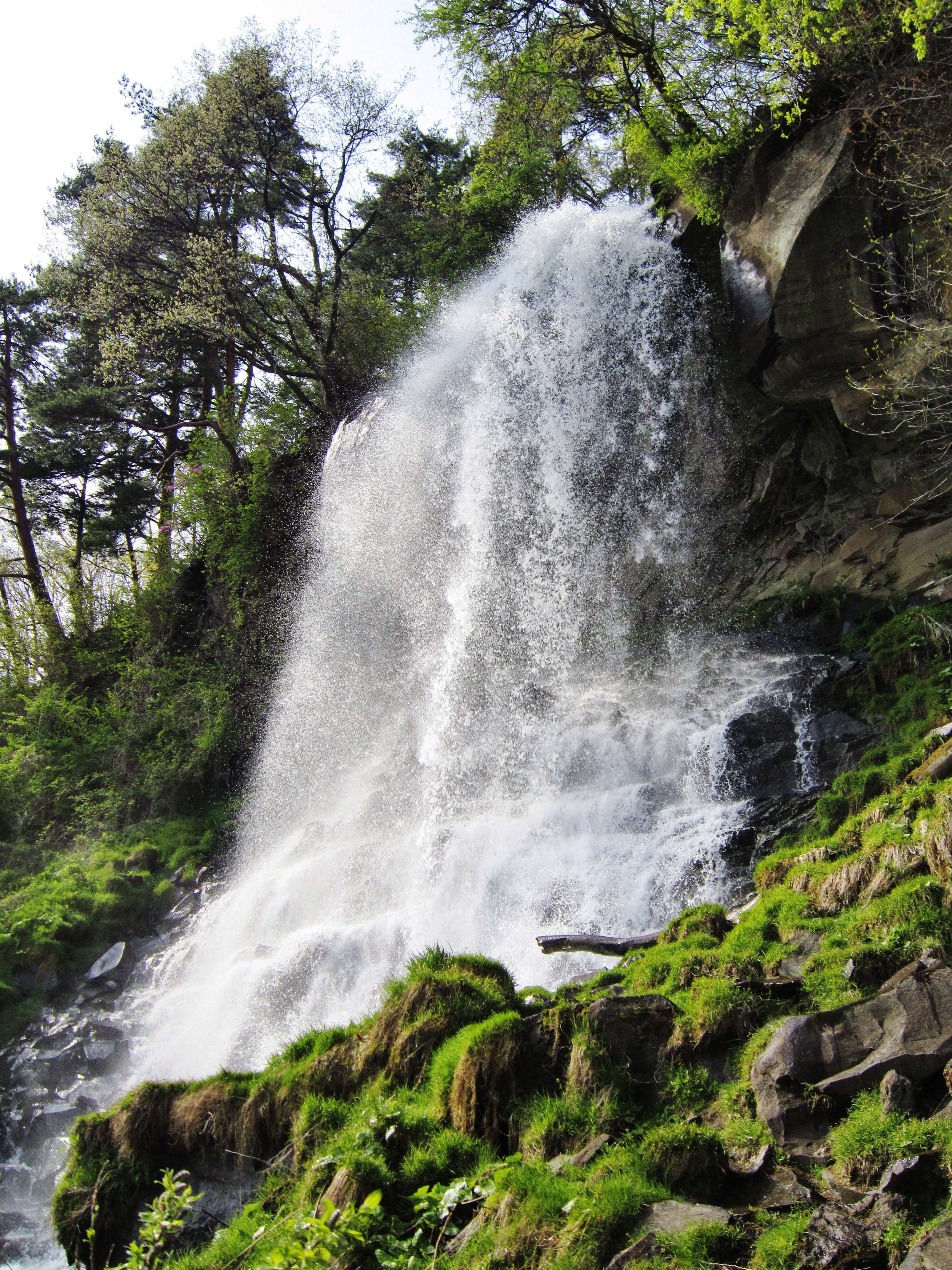
乙女滝
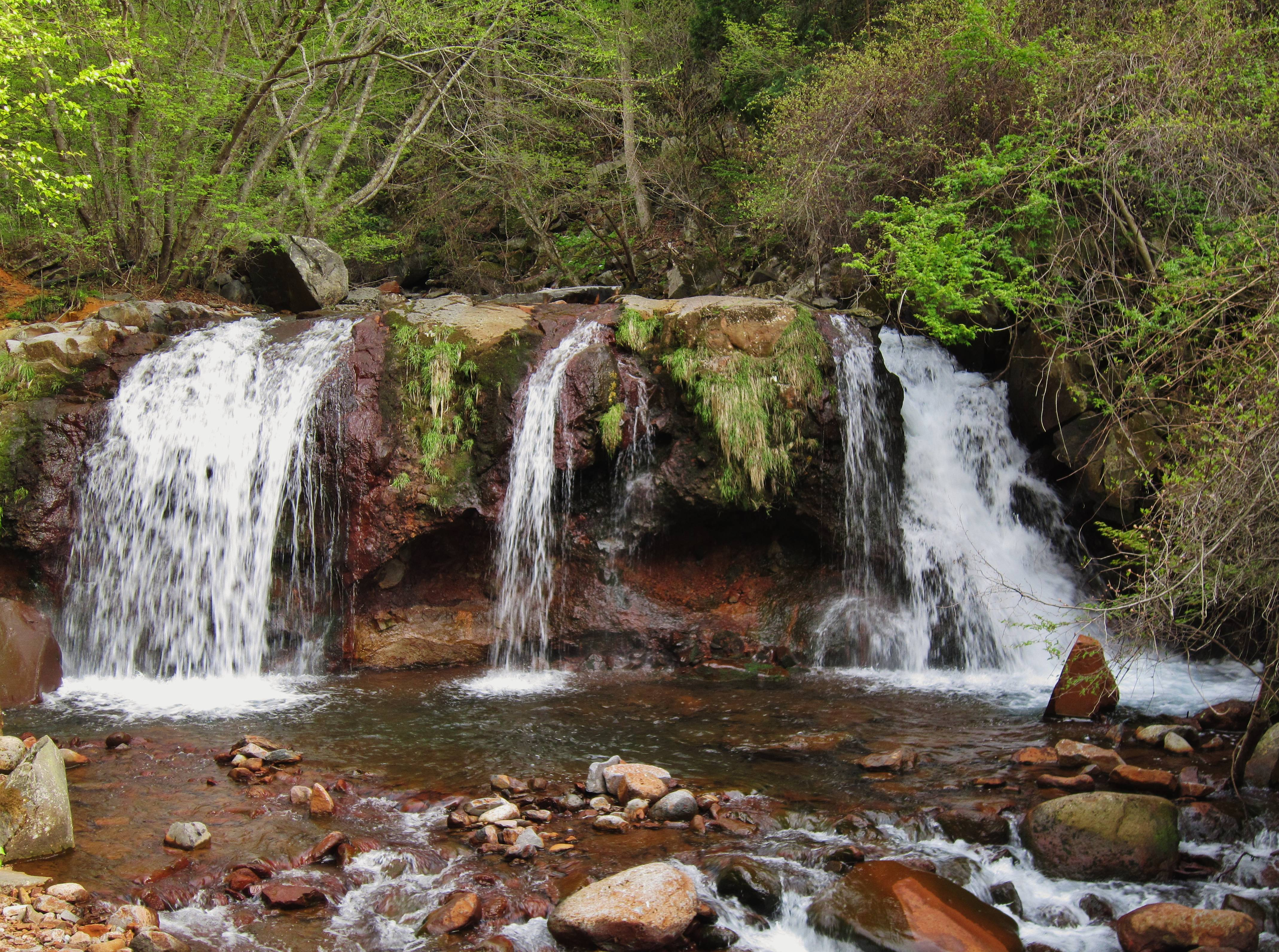
霧降の滝（日光の霧降の滝は別）

## 交通アクセス
- 鉄道： 茅野駅よりバス約50分、タクシー30分
- 車： 諏訪インターチェンジより30分